# Speedgate
Speedgate ("porteria ràpida" de la traducció literal de l'anglès) és la denominació del primer i únic esport creat per Intel·ligència Artificial. Fou desenvolupat l'abril de 2019 per l'agència digital d'innovació i disseny tecnològic AKQA i conté regles i característiques d'altres esports com el futbol, el rugbi o l'hoquei sobre herba. És un esport d'equip jugat entre dos equips de sis jugadors amb una pilota de rugbi de mida Nº 4. Es juga en un camp de forma cilíndrica amb tres porteries, dues finals i una central. L'objectiu del joc és introduir la pilota entre les porteries finals de l'equip rival, deixant-la caure a l'aire i impulsant-la amb el peu (sense deixar-la caure al terra) o bé impulsar-la un cop ha rebotat del terra. No obstant, és obligatori passar la pilota per la porteria central sense trepitjar la seva àrea abans de poder marcar a la portería final.
El logotip y l'eslògan de Speedgate també van ser creats i dissenyats per mateixa IA i aquest últim diu així: «Encara la pilota, sigues la pilota, estigues per sobre de la pilota».

## Procés de creació
Per a crear Speedgate els desenvolupadors d'AKQA amb l'ajut dels GPUs de la corporació tecnològica Nvdia, van entrenar una xarxa neuronal artificial i una xarxa profunda adversativa generacional convolutiva (de l'anglès Deep Convolutional Generative Adversarial Network) amb més de 400 esports existents. Dels esports disseccionats van obtenir més de 7.300 regles. La IA després de processar-los va crear nous diferents esports amb les seves regles i conceptes bàsics. Els desenvolupadors van triar Speedgate com el candidat més òptim i potencial en la seva pràctica i van perfilar i ampliar les seves regles i característiques.

## Regles

### Terreny de joc

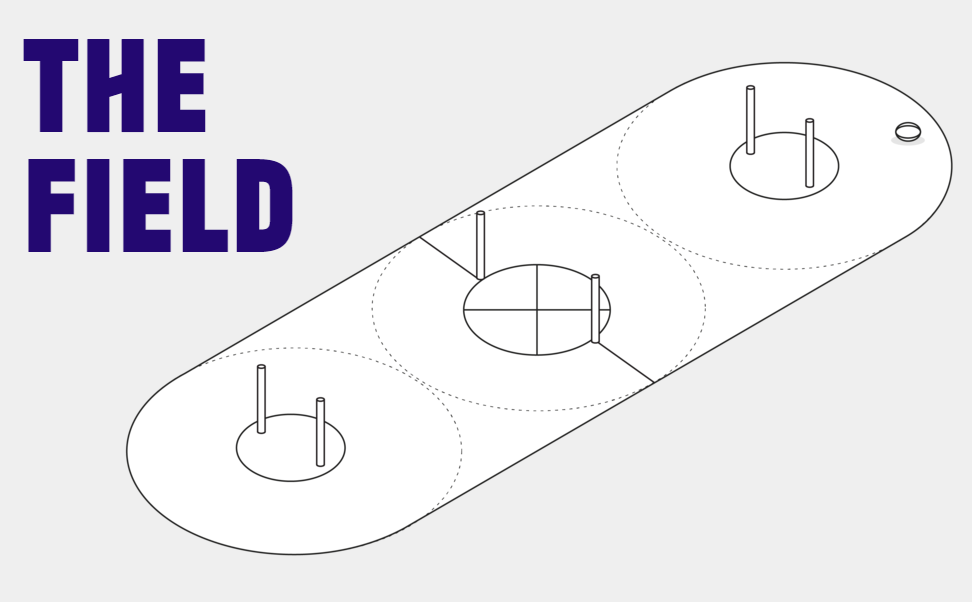
Terreny de joc de Speedgate

El camp està format per tres cercles de 6 metres de diàmetre que li aporten una forma cilíndrica i una extensió de 18 metres en total. La dimensió no és estricte, pot ser escalada depenent de l'àrea de terreny disponible. Es juga sobre una superfície plana variable, ja sigui gespa, parquet o altres tipus de materials.
La dimensió de l'àrea de les porteries finals es d'1,4 metres de diàmetre i estan conformades per dos pals amb una distància entre ells d'un metre. Els dos pals se situen interiorment a 20 centímetres de cada extrem de la circumferència. La dimensió de l'àrea de la porteria central es de 2 metres de diàmetre, pel que la distància entre els dos pals que la conformen és la mateixa ja que se situen a cada extrem de l'àrea.
Els pals que conformen les porteries son pals de eslàlom de 60 centímetres d'alçada cada un.

### Pilota
La pilota que s'usa equival a una pilota de rugbi femení o d'entrenament masculí (mida núm. 4). Altres modalitats variables son jugar amb una pilota de futbol.

### Posició i jugadors
Cada equip té sis jugadors. Tres davanters que es poden moure lliurement a través del camp i tres defensors que poden defensar la porteria o jugar a la meitat contraria un cop el seu equip hagi buidat la porta central. Per cada període cada equip pot comptar amb tres jugadors substituts.

### Duració i desenvolupament
El joc consta de tres períodes 7 minuts amb pauses de dos tres minuts per cada interval. Llançant una moneda a cara o creu es decidirà l'equip que iniciarà el joc. Els partits comencen quan l'equip que inicia el joc xuta la pilota per la porta central a un company d'equip. La possessió d'inici del segon període es dirigeix a l'equip que no ha tret en el primer període. El llançament del tercer període l'iniciarà l'equip amb la puntuació més baixa.
Si el joc queda en empat es jugaran tres períodes de tres minuts amb un interval d'un minut de pausa. En cas que el període de pròrroga quedés en empat, una tanda de penals decidirà el desempat del partit. La tanda de penals es fa sense porter defensor i es lença el penal des de la porteria central cap ala porteria final.

### Passada i tir
Els jugadors amb la pilota a la mà no poden moure's i tenen tres segons per efectuar un tir o una passada des de baix de la cintura. Passats els tres segons els jugadors rivals poden anar a per la pilota.
L'equip amb la possessió de la pilota té que fer una passada entre la porteria central per a poder anotar a la porteria final de l'equip rival. La possessió de la porteria central es manté fins que l'equip anota o l'equip rival passa la pilota per la porteria central. Si la pilota surt fora dels límits, la possessió de la pilota es traspassa a l'equip rival però no la possessió sobre la porteria central, pel que haurà de passar de nou la pilota per aquesta per poder anotar.
Es pot anotar a la porteria des de qualsevol direcció. Anotar a la porteria final suma dos punts. Si un company d'equip atrapa el tir a l'altra banda de la porteria i anota de nou, es tradueix en un gol de tres punts.

### Faltes i arbitratge
- No estan permesos els cops de peu, el cops de colze, les empentes, colpejar-se o bloquejar un rival. El bloqueig corporal es permet de manera no agressiva.
- No es pot creuar la porteria central en cap moment. Si algú trepitja l'àrea de la porteria central es produirà una falta. Si l'equip en possessió comet una falta, la possessió serà transferida a l'equip rival i s'haurà de passar de nou la pilota per la porteria central.
- Només es permet un jugador defensor dins l'àrea de la porteria final.
- Si un jugador amb la pilota rep una falta i perd la pilota, mantindrà de nou la possessió d'aquesta.
- Si la pilota surt fora dels límits serà fora de servei, pel que sacarà l'equip que no hagi perdut la pilota.
- Hi ha 2 àrbitres sobre el terreny de joc: un arbitre controla el compliment del joc i un arbitre linier controla la possessió de les porteries.

### Pròrroga i empat
En cas d'empat, hi haurà una pròrroga feta en tres períodes de 3 minuts amb intervals d'1 minut. Caso la pròrroga acabi en empat, una disputa de penals anirà a decidir el vencedor. Una tanda de penals requereix que un jugador passi la pilota a través de la porteria sense que el porter l'aturi. L'equip amb més punts guanya.. L'equip amb més punts venç.